# 上海児童医学中心駅
上海児童医学中心駅（シャンハイじどういがくちゅうしん-えき）は中華人民共和国上海市浦東新区に位置する上海地下鉄6号線の駅である。

## 駅構造
- 島式ホーム1面2線の地下駅。ホームドア設置駅。

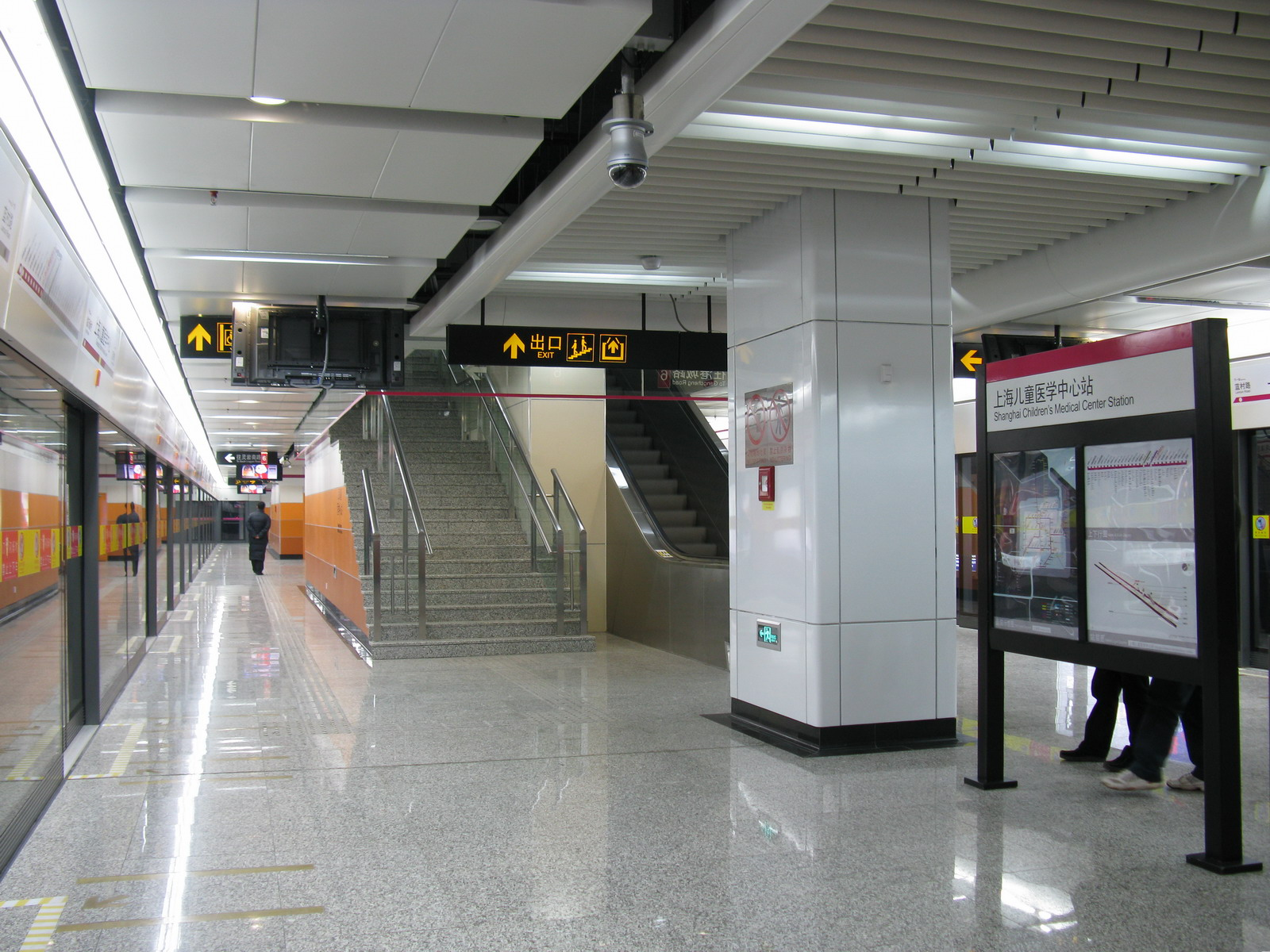
駅ホーム

## 駅周辺
- 上海児童医学中心

## 歴史
- 2007年12月29日 - 開業。

## 隣の駅
■上海地下鉄6号線
藍村路駅 - 上海児童医学中心駅 - 臨沂新村駅